# Froylán Turcios
José Froylán de Jesús Turcios Canelas (San Francisco de Becerra, 7 de julio de 1874-San José, 19 de noviembre de 1943), fue un poeta, narrador, editor, antólogo y periodista hondureño que junto a Juan Ramón Molina fue el intelectual de Honduras más importante de principios del siglo XX.

## Biografía
Nació en 1875, en la ciudad de Juticalpa, departamento de Olancho, y específicamente en San Francisco de Becerra, una de las zonas ganaderas más ricas de Honduras. Muere de un paro cardiaco en San José, Costa Rica, el 20 de noviembre de 1943. Sus restos fueron trasladados a Tegucigalpa, donde posan en el cementerio general.
Hijo de Froylan Turcios, su padre fue auxiliado de Juticalpa durante la rebelión de Antúnez y Závala en la Guerra de Olancho. Su madre fue la señora Trinidad Canelas, hija de un matrimonio pudiente de Olancho. Sus hermanos fueron: Alfonso, Delia, Gustavo, Luis y Mercedes Turcios Canelas.
Froylan Turcios fue un connotado de las letras, además, en el campo político fue nombrado Ministro de Gobernación, electo diputado para el Congreso Nacional y después delegado de Honduras ante la Sociedad de Naciones de Ginebra, Suiza. Como periodista dirigió el diario El Tiempo de Tegucigalpa y fundó las revistas El Tiempo de Tegucigalpa, El Pensamiento (1894), Revista nueva (1902), Arte y Letras (1903) y Esfinge (1905), entre otras. 
Radicado en la república de Guatemala, editó los periódicos El Tiempo (1904) y El Domingo (1908). A su regreso a Honduras, dirigió los periódicos El Heraldo (1909), El Nuevo Tiempo (1911) y Boletín de la Defensa Nacional (1924); en 1925 fundó la "Revista Ariel".
Imbuido de las luchas americanistas, fue secretario privado del guerrillero patriota Augusto César Sandino en la república de Nicaragua, y en el plano literario amigo de Rubén Darío, Juan Ramón Molina y numerosas figuras del pensamiento universal. Realizó una férrea labor de defensa nacional y a veces no estuvo de acuerdo con la política implementada por los Estados Unidos de América y otros países en la región centroamericana y las Antillas.

## Obras de Froylan Turcios
Turcios fue un cuentista de finos rasgos preciosistas, inclinándose a los temas violentos. Inició en Honduras el género del cuento, en el siglo XX. Además de cultivar la poesía preciosista, elaboró sus relatos como filigranas estilísticas. Sus textos en prosa, influidos por el italiano Gabriele D'Annunzio, se caracterizan por la pericia en la trama, el valor exacto y a la vez ornamental de las palabras y los finales inesperados o impactantes que marcaron luego buena parte del género en América Latina.
En 1910 publicó la novela El vampiro, cuyo tema gira alrededor de la muerte y tiene un estilo modernista, razón por la cual la realidad no se ve reflejada directamente en la obra. Al año siguiente publicó otra novela más breve llamada El fantasma blanco. 
Entre sus volúmenes de poesía y cuento se hallan, entre otros: 
- Mariposas (1895),
- Renglones (1899),
- Hojas de otoño (1905),
- Prosas nuevas (1914),
- Floresta sonora (1915),
- Cuentos del amor y de la muerte (1930),
- Páginas del ayer (1932), y
- Cuentos completos (1995)

## Oración del hondureño
Froylan Turcios escribió "La Oración al hombre del hondureño", sintiéndose inspirado en las personas y en el paisaje de su país natal Honduras. "La Oración del hondureño" aparece en su Libro "Páginas del Ayer" (París, Francia, 1932).

¡Bendiga Dios la pródiga tierra en que nací! 
Fecunden el sol y las lluvias sus campos labrantíos; florezcan sus industrias y todas sus riquezas esplendan magnificas bajo su cielo de zafiro.
Mi corazón y mi pensamiento, en una sola voluntad, exaltarán su nombre, en un constante esfuerzo por su cultura.
Número en acción en la conquista de sus altos valores morales, factor permanente de la paz y del trabajo, me sumaré a sus energías; y en el hogar, en la sociedad o en los negocios públicos, en cualquier aspecto de mi destino, siempre tendré presente mi obligación ineludible de contribuir a la gloria de Honduras.
Huiré del alcohol y del juego, y de todo cuanto pueda disminuir mi personalidad, para merecer el honor de figurar entre sus hijos mejores.
Respetaré sus símbolos eternos y la memoria de sus próceres, admirando a sus hombres ilustres y a todos los que sobresalgan por enaltecerla.
Y no olvidaré jamás que mi primer deber será, en todo tiempo, defender con valor su soberanía, su integridad territorial, su dignidad de nación independiente; prefiriendo morir mil veces antes que ver profanado su suelo, roto su escudo, vencido su brillante pabellón.
¡Bendiga Dios la pródiga tierra en que nací!
Libre y civilizada, agrande su poder en los tiempos y brille su nombre en las amplias conquistas de la justicia y del derecho.

## Estudios sobre su vida
En el 2004, el escritor José Antonio Funes Rodríguez obtuvo el Premio de Estudios Históricos Rey Juan Carlos I, otorgado por la Cooperación cultural española en Honduras, por su tesis El Modernismo en Honduras: Vida y obra narrativa de Froylán Turcios.

## Reconocimientos
- Fundador de la revista El Tiempo de Tegucigalpa y El Pensamiento (1894)
- Fundador de la Revista Nueva (1902)
- Fundador de Arte y Letras (1903)
- Editor de periódico El Tiempo en Guatemala (1904)
- Fundador de Esfinge (1905)
- Editor de periódico El Domingo (1908)
- Dirigió el periódico El Heraldo (1909)
- Dirigió el periódico El Nuevo Tiempo (1911)
- Dirigió el boletín de la Defensa Nacional (1924)
- Fundador de la revista Ariel (1925)[11]

## Influencias en el cine hondureño
En el año 2010 se presentó un cortometraje basado en el cuento corto de Froylán Turcios: "La risa de la muerte".